# 黃昏乙女×失憶幽靈
《黃昏乙女×失憶幽靈》（日语：黄昏乙女×アムネジア），是日本漫畫作品。作者為めいびい。在2012年1月的雜誌「GANGAN JOKER」上宣布正式動畫化，2012年4月8日開始播出。

## 劇情簡介
以創立60年的傳統而自豪的私立誠教學園，建立在一座小山上俯瞰著整個城市。不過，學園創立以來，以「舊校舍的幽靈」為首的各式各樣鬼怪故事和城市傳說在學生之間流傳。
有一天，在校生新谷貞一遇見穿著舊式黑色水手服的女學生。那位女學生稱自己正是「舊校舍的幽靈」夕子，並希望貞一協助她找出自己的死因與真相。

## 登場人物
新谷貞一（聲：皆川純子 / 代永翼）
本作主角。就讀於誠教學園國中部1年C班，在舊校舍與新校舍錯縱複雜建在一起的學校中迷路，而偶然遇見人稱「七大不可思議」舊校舍的幽靈夕子，並且找到她在舊校舍下的遺骸。唯一可以看見夕子真正樣貌的人。為闡明在學園內屢次發生的各種怪異現象原因，和找尋夕子的過去而成立奇異調查部。有關戀愛的方面能直接表現好感（主要是夕子），但經常表現的十分躊躇。
庚夕子（聲：原由實 / 同左）
紫髮，紅瞳，身高；168，生日；1/11，黑髮，長直，巨乳，幽靈，御姐，醋缸，為舊校舍的幽靈，有著細長的眼睛、白晢肌膚、烏黑的公主式長直髮、身材優美豐滿高挑。成立怪異調查部，並擔任「部長」。但由於沒有人看得見，因而自稱「幽靈部長」（*日語中幽靈部長有不現身於學會活動的部長的意思），並且對外說明部長不怎麼來部裡（部長は滅多に来ない）。剛開始是穿著學校現行的服裝，後來才換成建校時期的制服。基本上只有霧江和貞一看得見她，偶而細小的聲音會被他人聽見，在校內除了夕子以外的幽靈都不存在，而自己跟學校以外的不自然現象等事物因為「舊校舍的幽靈」的關係而與之無關，直到夕子的負面感情、記憶的部分被分割出去，因而產生了另外一個被黑氣包著的夕子——「影子夕子」。喜歡將學校的一些東西搜刮起來並占有著，也因為這玩鬧的小舉止，使得學校的怪談多個沒完。
初次登場時是地縛靈，因此活動範圍僅限於在怪異調查部隱藏地下室裡自己尸身的周圍，也不能踏出校門一步。在舊校舍被拆除後升格為浮游靈，在後日談裡已經能和怪異調查部的部員們一起調查學校外的怪談。
作為年長（死去時15歲）的一方，她經常戲弄或誘惑貞一，玩笑的言行特別多，不過，在暑假怪異調查部的合宿中卻表現臉紅羞澀的一面。喜歡貞一，因此當貞一與別的女孩子友好或有親密舉動時，夕子會在貞一背後放黑氣或是捉弄他。
小此木桃繪（聲：伊瀬茉莉也 / 福圓美里）
國中部2年B班學生。對於神怪類的東西有濃厚的興趣，但是膽子卻非常小，一開始也因為自己玩捉迷藏而嚇得半死。對貞一擁有好感。點心屋的女兒，因而自己開設魄力全無的「小此木緊急會議」，就是在她家邊喝下午茶邊閒話家常的聚會。另外還有小此木派對。
庚霧江（聲：沼倉愛美 / 喜多村英梨）
國中部2年級。黑色短髮，赤色瞳孔，左耳配戴耳釘。是庚夕子的血親，對其來說夕子是她祖母的姊姊。最先看見不同於夕子的影子夕子，而懷疑是否有其他惡靈作祟，因此經常與夕子保持適度接觸。但其實是憧憬、喜歡夕子的。因誤打誤撞而加入怪異調查社，雖然一個勁的表現十分男性化，實際上態度十分膽小。喜歡貞一，甚至還試想留長髮，不過對於貞一太過單純而顯得遲鈍而感到懊惱。容貌與夕子十分的相像，在學園祭中为了幫忙小此木班上的咖啡廳，而戴上假髮，其模樣與夕子相像到只剩下體型上的差別。
跟其奶奶，紫子的個性十分相像。
吉澤春香
國中部1年C班學生，由於膽子小且沒有朋友而被怪罪成是被亡靈附身的人。
優斗
國中部1年C班學生，隱約著喜歡春香，甚至替她辯解騷靈現象。
高松凌華
學校的保健室老師，曾經是誠教學園的學生，非常膽小。
佐原笹葉
國中部3年級學生，做事大手大腳，喜歡發掘新鮮事的新聞部部長。
安永直
國中部3年級學生，百合，因為希冀清己能在一起，而打算實行六年櫻的怪談。
道寺清己
國中部3年級學生，打算在暑休後搬家而離開學校。
桐島有子（聲：- / 小清水亞美）
國中部2年A班，妻鹿和零子的同班同學，是個名字發音和夕子（ゆうこ）相同的人，因而從開學就一直請假至今的謎樣學生，實際上根本沒死，而且是個美人。她喜歡妻鹿。因為成熟的氣質和不拘的個性使得從以前至今都是一個人。因為名字的關係使得她心靈深受重傷，因而痛恨「輕易相信怪談的人」和「為了好玩而散布怪談的人」，憑著這份憎恨，甚至揚言要將它（怪談）殺了。事件結束後她把頭髮理短。
朝生零子
國中部2年A班，似乎能看得見夕子的女子，在暑假剛結束後發生一些令她不安的事情，使她誤以為是有子。她因為喜歡妻鹿而做出傷害有子的行為。
妻鹿澄也
國中部2年A班，因為喜歡有子，所以幫助她報復利用夕子的流言欺負有子的零子。
西河日登美（聲：- / 松聖花）
小此木的好友，黑色短髮和率真的舉止，自稱是小此木的飼主（ももえの飼い主）。
河東真奈子（聲：- / 小笠原早紀）
小此木的好友，與西河兩人並稱「眼珠拍擋」（「日登美」音同眼瞳孔，「真奈子」音同眼珠）。
三原草佑
國中部1年級學生，第三新聞社的社員，國中部1年級學生，戴眼鏡的少年。
無意間看見廢棄校舍3樓秘密隔間的窗台邊的人影，後來知道真相後，開始接觸港。
沖浦港
「黃昏色雙足」的實際人物。為國中部3年級學生，經常性的一個人坐在廢棄校舍3樓秘密隔間的窗台邊，曾被三原誤以為是幽靈。他是美術社的學生。
庚紫子（聲：佐藤聰美、高島雅羅（老年期））
誠教學園的理事長。年輕時候的外型與夕子相似，但是身高比夕子略為矮些，髮型也與直髮的夕子不同為捲髮。紫子的個性跟夕子比起來也較為內向、害羞、膽小。她是霧江的奶奶，也是夕子的妹妹，在廢棄校舍裡收藏了有關姐姐的遺物以表示她的思念之情。她在理事長室建築後方的「楓之坡」的最高處，替夕子立了個石碑，並在石碑的下方放了夕子的信物，以示思念之情。而這個也成了學校的怪談之一。
僅能看見夕子的陰暗面，因而才畫出了黑暗繪圖。
在漫畫原作中紫子由於相信村中流傳的迷信說法而自願成為銅人，并選擇了夕子作為人柱。發現無濟于事後非常後悔，想要撫慰夕子的在天之靈卻得不到原諒，一直生活在對夕子的恐懼中。動畫中銅人則由原創角色淺蔥替代。
淺蔥（聲：平田真菜）
動畫原創角色。在動畫中的劇情是：60年前因為瘟疫流行的關係，很有可能被村裡的人選做人柱，而夕子因為擔心小淺而把小淺接過來一起住。
後來小淺被村人當成了銅人，正當村民要求銅人指定一名人柱時，夕子正好衝了進來，小淺喊了夕子的名字，夕子也因此被當成了人柱。儘管小淺並沒有指定夕子的意思，但村民們因為對瘟疫的恐懼，以及害怕死亡的心情，讓村民們失去了理智，夕子就在這樣的情況下成了人柱死去了。
為貞一的奶奶。

## 用語

### 學校怪談
七大不可思議
- 舊校舍的幽靈

傳聞在舊校舍有面大鏡子，只要在那面前回頭，就會被舊校舍的靈魂拉進去，永遠在鏡子裡徘徊，此不可思議敘述了遺骸的位置。
- 捉迷藏

以遊戲的方式來進行一項「儀式」，有趣的是這是「一個人的遊戲」。
遊戲的順序：首先要準備人偶並替牠取名字，並且在學校放學後一個人都不在時舉行。遊戲開始首先是當鬼，在默數10秒後找出人偶，並宣告勝利：「埋藏夕子，埋進柱子裡」；接下來是躲藏，在同一個校舍躲藏起來，接著規則有三：「不可離開校舍、不可發出聲音、不可被找到」。想要正常結束遊戲就必須對著人偶說遊戲結束，如果不正確，遊戲將持續下去。此不可思議敘述了活祭品一事。
- 神隱

在建校時期，有一位女學生意外身亡，由於不合理所導致的怨念，使她徘徊於學校內。在小此木提供的線報得知學校是建設在神社舊址上的，而女學生正因神明發怒而將她帶走這樣的結果。此不可思議敘述了消失的女學生。
- 詛咒石

傳說只要在詛咒石上寫上憎恨的人之名，就能咒他至死，如果發現自己的名字在上面，也會遭受詛咒而死期亦將不遠。詛咒石實際是塊昭和27年（1952年）的慰靈碑，紀錄60年前因瘟疫而死了許多人，並且意外發現夕子的名字也在上面。此不可思議敘述了60年前為了鎮瘟疫之患，而獻上了活祭品夕子。
- 小紅人

據傳是在學園祭時出現的怪人，全身沾滿血跡，會跟蹤逗留在學校的學生直到太陽下山，之後就會追捕那些學生，將他們的血放光並加以殺害。根據佐原對傳說的了解，小紅人又稱作「銅人」，而銅人則是當地於江戶時代的活人獻祭傳說中神明的使者之名。
那時人們相信土地上的災害是土地神憤怒的表現，而這塊土地為了平息神的憤怒，便會從村民中選出一位「銅人」獻給神明。
- 異次元十三層階梯

傳說內容為整個校園內僅有一處有13階的階梯，而最後的梯層就是通往異次元的入口，只要誤踩其中就永遠無法回來。為藏匿在被稱「監獄」的廢棄校舍中3樓秘密隔間的樓梯，一共13層梯階，面前有一道門，而門通往的地方是：沒有，也就是說一打開門就會面臨3樓層高的臨際，一不注意就會摔下去，符合「一般」怪談的內容。真實的內容為樓梯的轉折處旁有道隱藏的玄關，樓梯緊接通往的是陳列許多舊飾的小房間。實際為擺放夕子遺物的地方。
- 七大不思議的詛咒

據悉一旦知道了七大不可思議的實質內容，就會因詛咒而亡。實際情況目前有過於草率，有待調查。
其他怪談
- 放學後的騷靈現象

源自因為一個理科實驗意外，使某位女學生水銀中毒而死的怪談，在漫長的痛苦而無法解脫使得女學生的亡靈會在沒人的教室大肆破壞，有點類似騷靈現象。
- 怨念的自動電梯

小此木所找尋類似騷靈現象的故事，故事是敘述曾經有學生的頭被供應營養午餐的電梯夾斷，因其怨恨而使自動電梯繼續運轉，據傳被其誘惑的學生，會誘入電梯內並送往異界。实际上是因为夕子觉得很方便而在使用此电梯。
- 叫住之窗

下課後，經過某扇窗戶時會被除了自己以外誰也聽不見的聲音叫住，只要在那個時候抬頭仰望那扇窗戶，就會與怪談中出現的女子四眼互視。怪談源自校內的第四校舍，生前遭到虐待霸凌的女學生於第四校舍頂樓跳樓自殺，所以只要與她四眼相對的人三天後都會在第四校舍跳樓自殺。
- 六年櫻

曾經有對要好的女學生，因注定的別離而打算在畢業前夕雙雙自我了結性命，之後在那個地方種了棵櫻花樹，每隔六年總會有不堪離別之痛的學生在此樹下喪命。
- 歸來的夕子小姐

起源是一位名字唸法相同的女學生，因為遭受欺負所引起的報復。
- 理化教室的人體模型

位於舊校舍的理化教室的人體模型，為了尋找缺失的心臟而在深夜裡的校園四處徘徊著，據傳還有工友因此而整顆心臟被挖走，隔天早上只留下沒有心的屍體。沒有心隱含了「沒有心臟」和「缺乏人心的殘酷」兩種意義。最後那顆心臟在怪事調查社發現，原來是夕子帶回來的..。
- 六點的哭聲

一旦聽說過這個怪談，將會不久人世，而唯一解除的方式就是轉述給其他人。不過到目前為止只知曉其名，從沒人清楚怪談的內容。實際上只是第三新聞社玩笑用的傳統。
- 黑暗繪畫

傳聞為塵封在美術室倉庫，一張由幽靈所畫的畫作的俗稱，據傳看過畫的人就會開始在現實中看得見那位被描繪的幽靈的身影。
畫作後方題有理事長庚紫子的名字，如同字義上的意思，繪者正是理事長本人。

### 私立誠教學園
舊校舍
根據第一集最後的補充，可以一窺整個誠教學園，舊校舍則是位在這個校園中最裡面偏近山上的地方，而調査社則是校舍側邊的一樓處。
怪事調査社（怪異調査部）
根據第一集最後的補充能看見整個調査社內部，原先是個很少人經過的儲藏室，後來由夕子整理，不過還未被學校認可。
第三新聞社
小此木是該社團的社員，社長佐原自稱是從「花園的最新情報到小雞的極密信息」都無所不包的社團。
四方山八百萬新聞（よもやまやおよろずしんぶん）
第三新聞社發行的刊物，可以在單行本最末頁看見，會發行一些校內小軼事，以及「好吃到爆」的水果銷售面，另外還小小的幫助怪事調查社做點宣傳。
有趣的是第一刷的單行本第一集可以看到印錯的年代（2010年（平成22年）），正確年份是平成21年。
監獄校舍
校舍擴建時期因柱子包圍著看起來像監獄而衍生的戲稱，現已廢棄使用，同時也是三原瞧見幽靈的地點。

## 出版書籍
| 冊數 | 史克威爾艾尼克斯 | 史克威爾艾尼克斯       | 東立出版社    | 東立出版社             | 文化傳信       | 文化傳信               |
| 冊數 | 發售日期         | ISBN                   | 發售日期      | ISBN                   | 發售日期       | ISBN                   |
| ---- | ---------------- | ---------------------- | ------------- | ---------------------- | -------------- | ---------------------- |
| 1    | 2009年8月22日    | ISBN 978-4-7575-2655-6 | 2011年6月27日 | ISBN 978-986-10-7782-6 | 2011年6月10日  | ISBN 978-988-8112-33-3 |
| 2    | 2010年1月22日    | ISBN 978-4-7575-2779-9 | 2011年6月27日 | ISBN 978-986-10-7783-3 | 2011年8月29日  | ISBN 978-988-8112-58-6 |
| 3    | 2010年7月22日    | ISBN 978-4-7575-2939-7 | 2011年11月3日 | ISBN 978-986-10-7784-0 | 2011年12月9日  |                        |
| 4    | 2011年1月22日    | ISBN 978-4-7575-3128-4 | 2012年1月17日 | ISBN 978-986-10-8171-7 | 2012年2月27日  |                        |
| 5    | 2011年7月22日    | ISBN 978-4-7575-3293-9 | 2012年2月13日 | ISBN 978-986-10-8172-4 | 2012年8月1日   | ISBN 978-988-8114-11-5 |
| 6    | 2012年3月22日    | ISBN 978-4-7575-3530-5 | 2012年5月29日 | ISBN 978-986-10-9658-2 | 2012年11月1日  | ISBN 978-988-8194-21-6 |
| 7    | 2012年4月21日    | ISBN 978-4-7575-3569-5 | 2012年8月3日  | ISBN 978-986-317-006-8 | 2013年8月15日  |                        |
| 8    | 2012年11月22日   | ISBN 978-4-7575-3792-7 | 2013年2月1日  | ISBN 978-986-324-381-6 | 2014年2月12日  | ISBN 978-988-8195-95-4 |
| 9    | 2013年6月22日    | ISBN 978-4-7575-3989-1 | 2013年8月21日 | ISBN 978-986-332-823-0 | 2014年9月      | ISBN 978-988-8195-94-7 |
| 10   | 2013年11月22日   | ISBN 978-4-7575-4091-0 | 2014年3月24日 | ISBN 978-986-337-646-0 | 2014年12月19日 |                        |

漫畫選集
- 黃昏乙女×失憶幽靈×精選集（黄昏乙女×アムネジア×アンソロジー）

| 冊數 | 史克威爾艾尼克斯 | 史克威爾艾尼克斯       |
| 冊數 | 發售日期         | ISBN                   |
| ---- | ---------------- | ---------------------- |
| 全   | 2012年11月22日   | ISBN 978-4-7575-3793-4 |

公式導讀手冊
- 黃昏乙女×失憶幽靈8.5 公式導讀手冊（黄昏乙女×アムネジア8.5 公式ガイドブック）

| 冊數 | 史克威爾艾尼克斯 | 史克威爾艾尼克斯       | 東立出版社    | 東立出版社             |
| 冊數 | 發售日期         | ISBN                   | 發售日期      | ISBN                   |
| ---- | ---------------- | ---------------------- | ------------- | ---------------------- |
| 全   | 2012年11月22日   | ISBN 978-4-7575-3721-7 | 2013年9月10日 | ISBN 978-986-324-381-6 |

## 電視動畫
2012年4月開始播出。

### 製作人員
- 原作：（月刊「GANGAN JOKER」史克威爾艾尼克斯揭載）
- 監督：大沼心
- 主導演：坂本隆
- 系列構成：高山克彥
- 角色設計、總作畫監督：番由紀子
- 色彩設計：木幡美雪
- 美術監督：一柳尚才
- 美術：Studio Chuleaf
- 攝影監督：柳田貴志
- 攝影：旭Production
- 剪接：坪根健太郎（REAL-T）
- 音響監督：龜山俊樹
- 音響製作：
- 音樂：帆足圭吾（MONACA）、高田龍一（MONACA）
- 音樂製作：Media Factory
- 動畫製作：SILVER LINK.
- 製作：「黄昏乙女×遺失記憶」製作委員會

### 主題曲
片頭曲《CHOIR JAIL》
作詞：畑亞貴，作曲：田代智一，編曲：田代智一、浦田尚克，主唱：鈴木木乃美
第1話當作片尾曲。
片尾曲（第2話～第10話、第13話）
作詞、主唱：奧井亞紀，作曲：田代智一，編曲：後藤康二
片尾曲（第11話）
作詞：奧井亞紀，作曲：田代智一，編曲：後藤康二，主唱：庚夕子（原由實）
插曲（第8話、第12話）
作詞、作曲、編曲、主唱：柊奈緒

### 各話列表
| 話數     | 日文標題 | 中文標題 | 腳本       | 分鏡     | 演出     | 作畫監督                              | 總作畫監督        | 預告插畫     |
| -------- | -------- | -------- | ---------- | -------- | -------- | ------------------------------------- | ----------------- | ------------ |
| 一之怪   |          | 幽靈少女 | 高山克彥   | 大沼心   | 大沼心   | 楠本祐子                              | 番由紀子          | 冰川         |
| 二之怪   |          | 邂逅少女 | 高山克彥   | 坂本隆   | 坂本隆   | 牛島希、長谷川享雄 古川英樹、佐野惠理 | 番由紀子          | 桐原和泉     |
| 三之怪   |          | 昏黑少女 | 高山克彥   | 阿部紀之 | 平田豐   | 渡邊亞彩美                            | 番由紀子          | LLO          |
| 四之怪   |          | 拂曉少女 | 高山克彥   | 黑川智之 | 黑川智之 | 竹森由加、門智昭 深澤謙二             | 楠本祐子          | ⑧            |
| 五之怪   |          | 憧憬少女 | 關根亞由實 | 渡邊慎一 | 神保昌登 | 松下郁子、木下勇喜                    | 楠本祐子          | 柚木涼太     |
| 六之怪   |          | 復仇少女 | 關根亞由實 | 坂本隆   | 山口賴房 | 野田惠、高橋賢 竹森由加、門智昭       | 番由紀子          | 勇人         |
| 七之怪   |          | 忘卻少女 | 高山克彥   | 釘宮洋   | 神保昌登 | 渡邊亞彩美                            | 番由紀子          |              |
| 八之怪   |          | 追憶少女 | 高山克彥   | 釘宮洋   | 玉村仁   | 楠本祐子、山吉幸一 竹森由加、牛島希   | 番由紀子 楠本祐子 | 清原紘       |
| 九之怪   |          | 怨念少女 | 高山克彥   | 黑川智之 | 黑川智之 | 山吉一幸、竹森由加 門智昭、渡邊亞彩美 | 番由紀子 楠本祐子 |              |
| 十之怪   |          | 喪失少女 | 高山克彥   | 佐山聖子 | 永岡智佳 | 松下郁子、木下勇喜                    | 番由紀子 楠本祐子 | 岸田梅爾     |
| 十一之怪 |          | 紅淚少女 | 高山克彥   | 坂本隆   | 平田豐   | 渡邊亞沙美                            | 番由紀子 楠本祐子 | namo         |
| 十二之怪 |          | 黄昏少女 | 高山克彥   | 坂本隆   | 坂本隆   | 番由紀子、楠本祐子 中本尚子           | 番由紀子 楠本祐子 | （片尾插畫） |
| 十三之怪 |          | 退魔少女 | 高山克彥   | 坂本隆   | 坂本隆   | 番由紀子                              | 番由紀子          | -            |

### 播放電視台
日本深夜動畫：下文記載的日本国内播放時間使用日本標準時間（UTC+9）表示。因為部分時間标识會採用30小时制，因此請留意这类超过24:00的时间，其實際播放時間為翌日清晨。
| 播放地區 | 播放電視台   | 播放日期                | 播放時間（UTC+9）          | 所屬聯播網      | 備註   |
| -------- | ------------ | ----------------------- | -------------------------- | --------------- | ------ |
| 千葉縣   | 千葉電視台   | 2012年4月8日 - 6月24日  | 星期日 24時30分 - 25時00分 | 獨立局          |        |
| 兵庫縣   | SUN電視台    | 2012年4月8日 - 6月24日  | 星期日 24時30分 - 25時00分 | 獨立局          |        |
| 神奈川縣 | 神奈川電視台 | 2012年4月8日 - 6月24日  | 星期日 25時30分 - 26時00分 | 獨立局          |        |
| 東京都   | TOKYO MX     | 2012年4月9日 - 6月25日  | 星期一 24時30分 - 25時00分 | 獨立局          |        |
| 愛知縣   | 愛知電視台   | 2012年4月10日 - 6月26日 | 星期二 26時00分 - 26時30分 | 東京電視網      |        |
| 日本全國 | ShowTime     | 2012年4月13日 - 6月29日 | 星期五 更新                | 網路配信        |        |
| 日本全國 | Animax       | 2012年4月16日 -         | 星期日 22時00分 - 22時30分 | 獨立系BS/CS放送 | 有重播 |

## 外部連結
- 動畫官方網站 （页面存档备份，存于）（日語）
- 漫画官方網站（日語）
- 漫畫連載作品介紹 （页面存档备份，存于）（日語）
- 黃昏乙女×失憶幽靈的X（前Twitter）（日語）
- 豆瓣电影上《黃昏乙女×失憶幽靈》的資料 （简体中文）（需要登录）
- 互联网电影数据库（IMDb）上《黃昏乙女×失憶幽靈》的资料（英文）